# Cyrille Aillet
Pour les articles homonymes, voir Aillet.
 (juin 2025).
Cyrille Aillet, né le 22 octobre 1974 à Cahors (France) est un historien français, médiéviste, spécialiste de l’histoire de l'Islam médiéval, particulièrement l'Occident musulman (Maghreb-al-Andalus), des Mozarabes, et de l'ibadisme maghrébin.
Il actuellement professeur des universités à Lyon-II. 

## Biographie
Cyrille Aillet a été élève de l'École normale supérieure (Ulm) de 1995 à 1999. Il est agrégé d'histoire depuis 1999. Il a suivi une formation d'arabisant : «J'ai eu la chance d'apprendre l'arabe avec des maîtres engagés et passionnés, Houda Ayoub la première, à l'ENS, puis Ghalib al-Hakkak à la Sorbonne et Ali al-Waeida à Madrid».
Il est ancien membre de l’École des hautes études hispaniques-Casa de Velázquez, à Madrid dans laquelle il a séjourné de 2001 à 2003.
Sa thèse de doctorat en histoire médiévale est intitulée : Les Mozarabes : christianisme et arabisation en Al-Andalus (IXe – XIIe siècle) ; elle a été soutenue en 2005 à l'université Paris 8, sous la direction de Gabriel Martinez-Gros.

## Carrière
Cyrille Aillet a d'abord été assistant moniteur normalien (AMN) à l'université Paris-VIII de 1999 à 2001. Il a enseigné en collège et lycée de 2003 à 2006. A été chargé de cours à l'université Paris-VIII de 2005 à 2006.
En 2006, Cyrille Aillet devient maître de conférences en histoire des mondes musulmans médiévaux, à l'université Lyon-2. En 2013, il est nommé membre junior à l'Institut universitaire de France. En 2019, après une habilitation à diriger des recherches, il est élu Professeur à l'université Lumière-Lyon 2.
Il a été directeur de deux programmes scientifiques :
- programme Jeune Chercheur Maghribadite de l’ANR sur «L’ibadisme dans le Maghreb médiéval (VIIIe – XIIIe siècles) : espaces, réseaux, modèles» (2010-4). Ce programme mobilise une équipe euro-maghrébine de onze chercheurs (historiens, philologues, archéologues)[9]. Il s’agit d’un chantier exploratoire destiné à construire de nouvelles thématiques de recherche sur l’histoire des sociétés du Maghreb médiéval à partir du corpus largement inédit ou inexploité des sources ibadites[1].
- programme «Peuplement et organisation de l’espace à l’époque médiévale dans l’oued Mya (Ouargla, Algérie )». Ce programme mobilise essentiellement trois chercheurs du CIHAM-UMR 5648 (C. Aillet, P. Cressier, S. Gilotte)[10]. Il est enchâssé dans le précédent, tout en étant consacré plus spécifiquement au bassin de Ouargla, l’un des principaux carrefours sahariens de l’époque médiévale, et au site archéologique[11] de Sedrata[1] 15 km au Sud.

## Publications
- (dir.) avec M. Penelas et Ph. Roisse, ¿ Existe una identidad mozárabe ? Historia, lengua y cultura  de  los  cristianos  en  al-Andalus  (siglos IX-XII), Madrid, Collection  de  la  Casa de Velázquez, vol. 101, 2008, 334 p.
- Les  Mozarabes. Islamisation, arabisation  et  christianisme  en  péninsule  Ibérique  (IXe – XIIe siècle), Madrid, Bibliothèque de la Casa de Velázquez, vol. 45, 2010, 418 p.
- (dir.) L’ibadisme, une minorité au cœur de l’Islam, numéro spécial de la Revue des Mondes Musulmans  et  de  la  Méditerranée, n° 132, novembre  2012, 195 p. Disponible  en  ligne  sur : http://remmm.revues.org/7711
- (dir.)  avec Emmanuelle Tixier du Mesnil et Éric Vallet, Gouverner  en  Islam, Xe-XVe s., Paris, Atlande, 2014, 605 p[12].
- (dir.)  avec  B. Tuil  Leonetti, Dynamiques  religieuses  et  territoires  du  sacré  au  Maghreb médiéval :   Éléments   d’enquête, Madrid, CSIC, Estudios   árabes   e   islámicos, Serie Monografías, 20, 2015, 281 p.
- (dir.) avec Chloé Capel et Élise Voguet, Le Sahara précolonial : Des sociétés en archipel, Aix-en-Provence, PUP, 2021, 268 p.
- L’archipel ibadite : une histoire des marges du Maghreb médiéval, Lyon, CIHAM, 2021, 582 p.

## Distinctions
- La publication de la thèse de Cyrille Aillet a obtenu le Prix Raoul Duseigneur de l’Académie des Inscriptions et Belles-Lettres[13],[14].
- Mention spéciale du prix de la meilleure thèse en langue française sur le monde musulman de l’Institut d’Études de l’Islam et des Sociétés du Monde Musulman-EHESS (2005[1].

### Compte rendu deLes Mozarabes...
- Anne-Marie Eddé, Le Moyen Âge, 2011/1, tome CXVII, p. 192-193.
- Annliese Nef, Les Annales. Histoire, sciences sociales, 2012/1, p. 202-204.
- Cnaudin (pseudo), Histoire pour tous, août 2010.
- Ana Echevarría, in Al-Qantara, n° XXXII, 2, juillet-décembre 2011, «Reseñas», p. 569-573.
- Santiago Domínguez Sánchez, in Hispanica Sacra, vol. LXIII, 128, juillet-décembre 2011, «Reseñas», p. 788-790.
- Mayte Penelas, Collectanea Christiana Orientalia, n° 8, 2011, p. 313-322.
- Máximo Diago Hernando, UNED. Espacio, Tiempo y Forma, série III, Ha Medieval, t. 25, 2012, p. 329-332.
- Julia Pavón Benito,  Anuario de historia de la Iglesia, n° 21, 2012, p. 562-564.
- Óscar de la Cruz Palma, Anuario de Estudios medievales, 41/2, juillet-décembre 2011, p. 901-903.
- Isabelle Poutrin, « Les Mozarabes, des chrétiens arabisés dans l’Espagne médiévale », Conversion/Pouvoir et religion (hypotheses.org), 8 juillet 2014. En ligne : http://pocram.hypotheses.org/302